# مسابقه تناسب‌اندام و فیگور

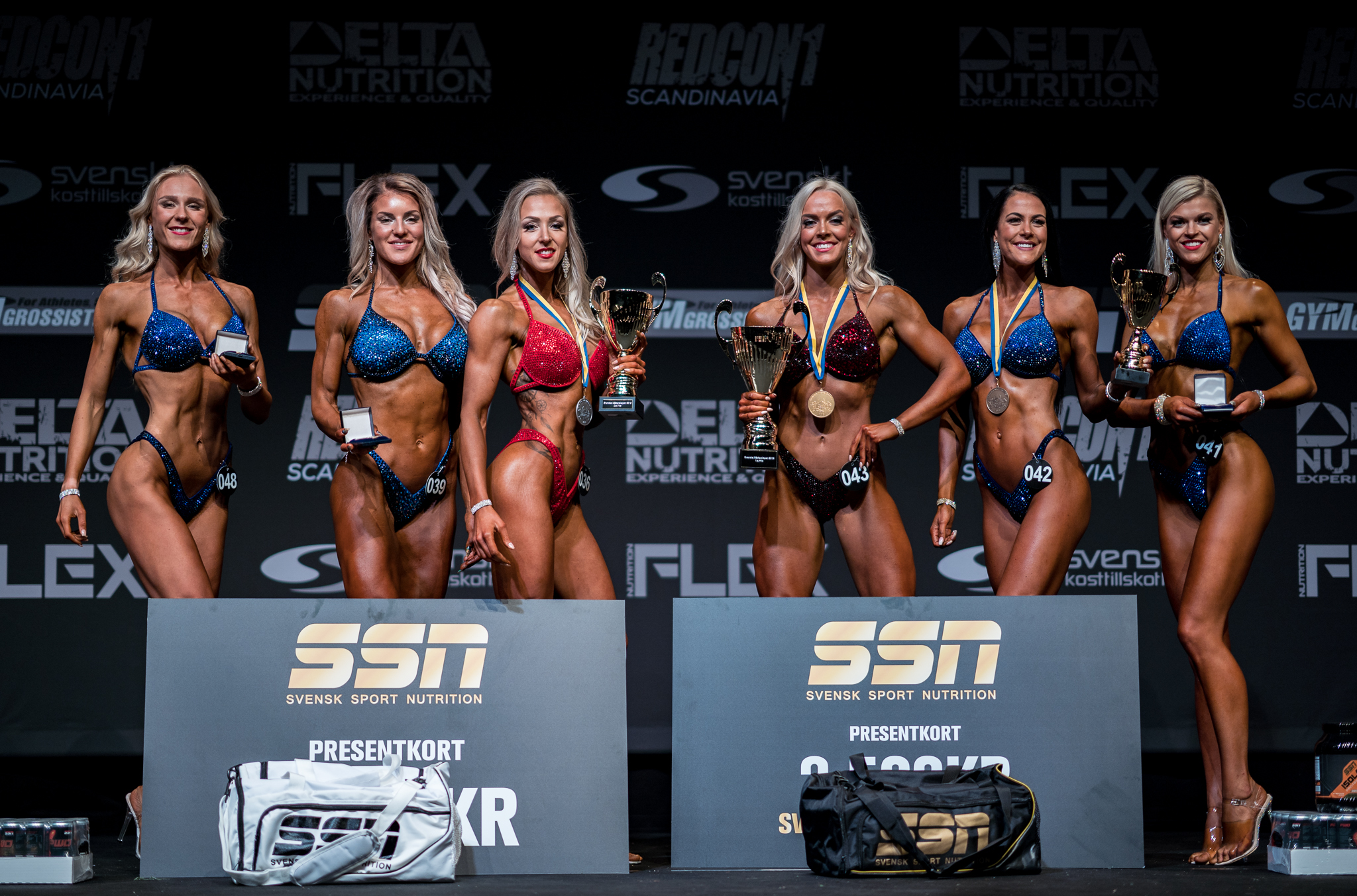

مسابقه تناسب‌اندام و فیگور (به انگلیسی: Fitness bikini) نوعی رویداد زیبای‌اندام بانوان است. این مسابقات درحالی که به مسابقات پرورش‌اندام شباهت دارد اما تمرکز بر تناسب عضلات بیشتر از حجم عضلانی است. در این مسابقات زنان بدنساز با پوشش بیکینی حاضر می‌شوند.

## تاریخچه
مسابقات آمادگی جسمانی زنان تا دهه ۱۹۸۰ آغاز نگردید. بعد از آن در سال های گذشته برای زنان نادر بود که در مسابقات عضله سازی مشارکت نمایند. بعداز آن مسابقات زیبایی مسیر مهم رقابت زنان می شود. بدنسازی زنان یک پدیده فرهنگی نسبتا نوین می باشد و از دهه ۱۹۸۰ افزایش قابل توجهی در محبوبیت آشکار کرده است. پیش از آن بدن سازی به شکل سنتی به عنوان یک فعالیت مطلوب برای مردان تلقی می شد و نویسندگان گوناگون مبارزه ای را که زنان پیشگام بدنساز در دهه ۱۹۷۰ وارد دنیای بدنسازی رقابتی شدند، ثبت نمودند. این گونه بیان می شود که گلدز جیم تا روز های پایانی دهه ۱۹۷۰ به "فاقد تخمدان" بودن خود افتخار می نمود. بعد از آن نخستین مسابقه تناسب اندام زنان از طرف والی بویکو در سال ۱۹۸۵ و در نمایشگاه ملی تناسب اندام در لاس وگاس، نوادا تولید می شود. این مسابقات در ابتدا شامل یک لباس شنا، یک روتین ورزشی، و به همراه یک بخش لباس شب بود. بعد از آن لوئیز زویک، که در آن زمان تهیه‌کننده مجله آمریکایی عضله بود (یک برنامه تلویزیونی بدنسازی با فرمت مجله در ای‌اس‌پی‌ان)، بخشی از این مسابقه را تولید و منتشر نمود. بعدها تعداد مسابقات در حال رشد بود و خود زویک فیتنس آمریکا (تا به امروز فیتنس کیهان) را در سال ۱۹۸۹ راه اندازی کرد تا از این روش استفاده نماید.  بعد از آن فدراسیون بین‌المللی بدنسازی و تناسب اندام به زودی از این کار پشتیبانی نمود و بعد از آن مسابقات تناسب اندام مجاز خود را - فیتنس المپیا - در سال ۱۹۹۵ برگزار کرد.
اولین مسابقه فیگور زنان تحت عنوان ان پی سی (سازمان اصلی تحریم بدنسازان حرفه ای و بدنسازی آماتور ساماندهی شده) بود که در سال ۲۰۰۱ در مرکز هنرهای نمایشی دانشکده اجتماعی منهتن، در ناحیه ترایبکا شهر نیویورک برگزار شد.  بعد از آن مسابقه مقدماتی و پیشرو برای المپیای فیگور تحت عنوان آی اف بی بی در سال ۲۰۰۳ بود که در لاس وگاس، نوادا برگزار شد.  سازمان فیتنس کیهان بخش فیگور خود را در سال ۲۰۰۵ رها سازی نمود.

## تفاوت‌ها
در مسابقات تناسب‌اندام علاوه براینکه فیگورگیری انجام می‌شود، رقابت‌های هوازی نیز وجود دارد اما در مسابقات فیگور تنها به گرفتن فیگور بسنده می‌شود.